# William Cullen Bryant
William Cullen Bryant (3. november 1794 – 12. juni 1878) var en amerikansk romantisk digter og journalist. Han blev født i Cummington, Massachusetts som den anden søn af Peter Bryant, en fremtrædende læge, og Sarah Snell. Hans barndomshjem og senere sommerresidens er i dag museum. Hans forfædre på begge sider kom til Amerika via Mayflower. 
Som uddannet ved Williams College fortsatte han sin uddannelse ved at læse jura ved Worthington og Bridgewater.